# 제이컵을 위하여 (미니시리즈)
《제이컵을 위하여》(영어: Defending Jacob)는 2020년 4월 24일부터 2020년 5월 29일까지 애플 TV+에서 공개한 범죄 드라마 미니시리즈이다.

## 개요
지방검사보 앤디는 매사추세츠 교외 지역 사회로부터 존경을 받으며 아내 로리, 14살이 된 아들 제이컵과 행복한 삶을 영위하고 있다. 어느 날 제이컵이 동급생을 살해한 혐의로 기소된다.

## 출연

### 주연
- 크리스 에번스 - 앤드루 "앤디" 바버 역
- 미셸 도커리 - 로리 바버 역
- 제이든 마텔 - 제이컵 "제이크" 바버 역
- 체리 존스 - 조애나 클라인 역
- 파블로 슈라이버 - 닐 로주디스 역
- 베티 게이브리얼 - 팸 더피 역
- 사키나 재프리 - 린 캐너밴 역

### 조연
- J. K. 시먼스 - 윌리엄 "블러디 빌리" 바버 역
- 대니얼 헨셜 - 레너드 패츠 역
- 패트릭 피슐러 - 댄 리프킨 역
- 푸르나 자가나탄 - 보글 박사 역
- 레니 클라크 - 푸드트럭 사내 역